# Stephen Kampyongo
Stephen Kampyongo (* 12. Juni 1972) ist ein sambischer Politiker der Patriotic Front (PF).

## Leben
Kampyongo war nach Ausbildungen in den Fächern Betriebswirtschaftslehre und Management als Manager in der Informationsbranche tätig. Er wurde bei den Wahlen 2011 als Kandidat der Patriotic Front (PF) erstmals zum Mitglied der Nationalversammlung Sambias gewählt sowie bei der Wahl am 11. August 2016 wiedergewählt und vertritt den Wahlkreis Shiwa Ng’andu.
Nachdem er zwischen Februar und Oktober 2015 Vize-Minister im Amt der Vizepräsidentin Inonge Wina war, wurde er im Oktober 2015 von Präsident Edgar Lungu als Nachfolger von John Phiri zum Minister für Kommunalverwaltung und Wohnungsbau in dessen Kabinett berufen. Zugleich war er zwischen Oktober 2015 und Mai 2016 Mitglied des Reform- und Modernisierungsausschusses der Nationalversammlung. Im Zuge einer Regierungsumbildung übernahm er am 14. September 2016 im Kabinett Lungu als Nachfolger von Davies Mwila das Amt des Innenministers. Sein eigener Nachfolger als Minister für Kommunalverwaltung und Wohnungsbau wurde daraufhin Vincent Mwale.